# Seelenfelsen
Der Seelenfelsen ist eine Felsformation im Pfälzerwald. Er ist als Naturdenkmal ausgewiesen.

## Lage
Der Seelenfelsen befindet sich inmitten des Pfälzischen Holzlandes im Schwarzbachtal auf der Waldgemarkung der Ortsgemeinde Heltersberg südlich von deren Siedlungsgebiet. Westlich mündet das Dinkelsbächel in den Schwarzbach. Etwas weiter südlich verläuft die Kreisstraße 32. Weiter östlich befinden sich die am Hundsbächel und Hundsweiher liegende Hundsweihersägemühle sowie der Clausensee.

## Beschaffenheit
Beim Seelenfelsen handelt es sich um ein langgestrecktes Riff aus Buntsandstein, das sich auf rund 700 Meter Länge erstreckt.

## Name
Der Name geht auf zwei regionale Sagen zurück: Der einen nach soll der in Heltersberg lebende Revierförster Phillip Jakob Seel bei einem Sturz in die Tiefe tödlich verunglückt sein. Der anderen nach war ein Mann aus Clausen mit seinem Sohn eines Nachts vor Ort. Im Bereich der Felsen verirrte er sich und stürzte. Der Sohn folgte einem Licht, mit dessen Hilfe er Clausen erreichte. Obwohl sein Vater lediglich tot aufgefunden wurde, soll das Licht die Seele des Vaters gewesen sein.